# Waltershofen (Egenhofen)
Waltershofen ist ein Gemeindeteil von Egenhofen im oberbayerischen Landkreis Fürstenfeldbruck.

## Geografie
Der Weiler liegt circa eineinhalb Kilometer nördlich von Aufkirchen. Der Ort ist über die Kreisstraße FFB 2, von der eine Straße in Unterschweinbach nach Waltershofen abgeht, zu erreichen.

## Geschichte
Waltershofen wurde 1178 das erste Mal als "waltfridishouen", was wohl von einem Namen stammt (Höfe des Waltfridis) erwähnt.
Im Jahre 1812 waren in Waltershofen acht Anwesen verzeichnet. Die Grundherrschaft hatten die Kirche Aufkirchen, das Kloster Altomünster, die Kirche Englertshofen, das Kloster Bernried, das Kloster Scheyern und die Hofmark Spielberg. Das achte Anwesen war in Privatbesitz. Ab 1818 gehörte Waltershofen zum Patrimonialgericht Unterweikertshofen, das den Herren von Hundt zu Lautterbach gehörte.
Am 1. Mai 1978 wurde Waltershofen als Ortsteil der ehemals selbstständigen Gemeinde Aufkirchen nach Egenhofen eingegliedert.